# Blocktryck

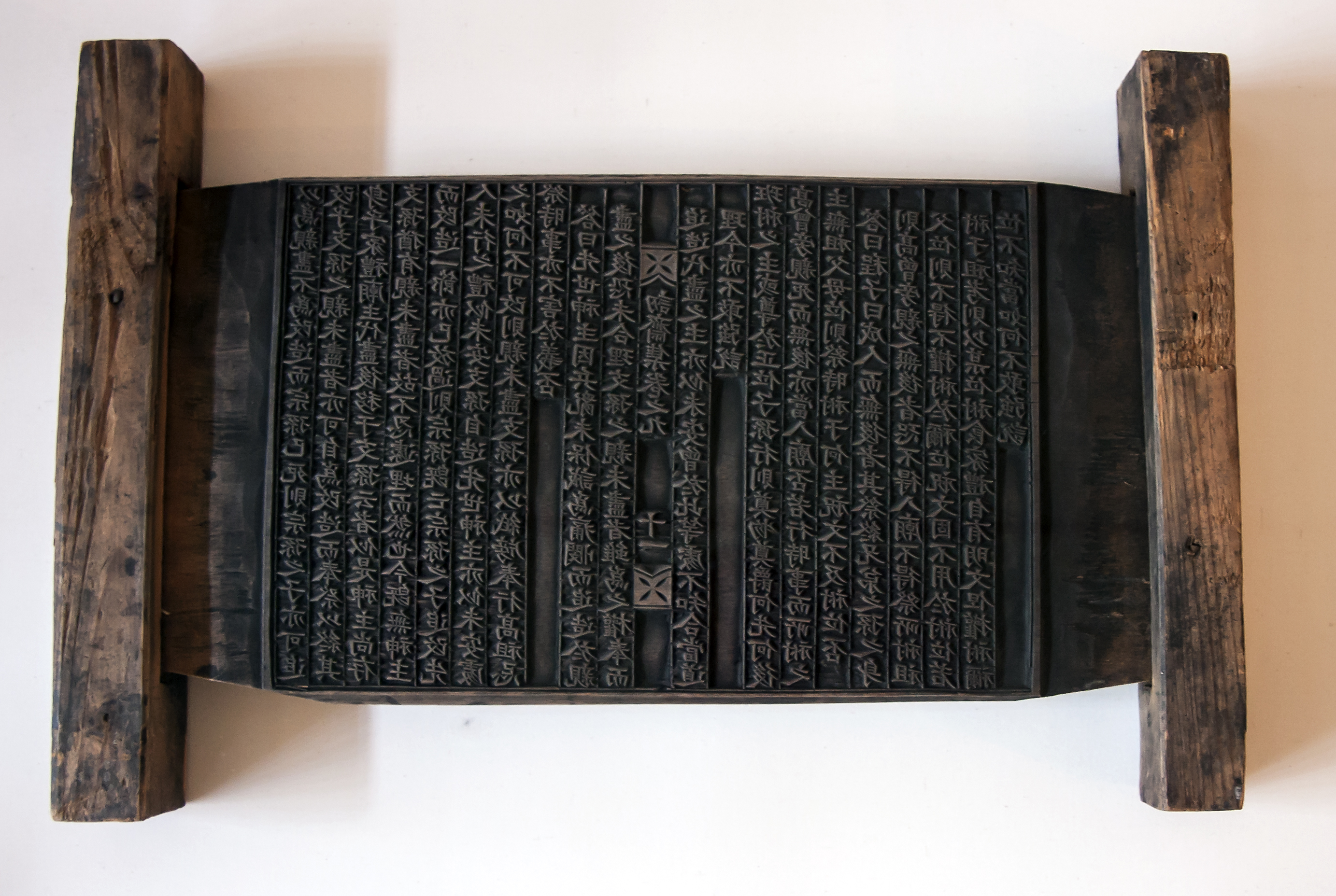
Koreanskt tryckblock i trä från 1800-talet.

Blocktryck kallas tryck av bilder och/eller text på papper eller textilier med hjälp av infärgade plattor.
Blocktryck på papper är den äldsta formen av tryck i Europa, gjord med träblock med utskurna bilder och text, så kallade träsnitt. Sådant blocktryck var en av utgångspunkterna när Johannes Gutenberg på 1440-talet utvecklade sin metod för att trycka böcker med rörliga, utbytbara typer för varje enskild bokstav.
I Japan och Korea trycktes redan på 700-talet religiösa texter med hjälp av blocktryck, och på 1000-talet började kineserna i begränsad omfattning framställa lösa typer av lera, senare av koppar eller bly, 400 år före Gutenberg. De kinesiska träsnidarna var dock oerhört snabba och skickliga, så först på 1800-talet blev den europeiska boktryckarkonsten definitivt snabbare än den kinesiska. 
Blocktryck på textilier innebär att mönstret skärs ut i relief på en träplatta, som sedan infärgas.